# Фудзивара-но Фуюцугу
Фудзивара-но Фуюцугу (яп. 藤原 冬嗣, 775—826) — японский политический деятель и поэт периода Хэйан.
Второй сын Фудзивара-но Утимаро (яп. 藤原 内麻呂, 756—812), занимавшего должность правого министра при дворе. Быстро поднявшись по карьерной лестнице во время правления государя Сага, к концу своей жизни Фуюцугу занял пост левого министра и дослужился до старшего второго ранга (яп. 正二位). В 826 г. посмертно получил старший первый ранг (яп. 正一位), а в 850 г. должность главного министра. Также известен под именем министр Канъин (яп. 閑院大臣) из-за одноименной усадьбы, в которой он проживал.

## Биография
В 794 году государев двор переезжает в новую столицу — Хэйан. Государь Камму проводит политику по ослаблению влияния аристократических родов, в том числе и клана Фудзивара: в период с 796 по 806 годы никто из последних не занимал должностей выше среднего советника двора. Государь Сага, продолжая политику своего отца, провоцировал конфликты среди боровшихся за влияние при дворе ветвей Фудзивара (южной (яп. 南家, нанкэ) и северной (яп. 北家, хоккэ)). Столкновения происходили на основе различия в родословной. Обе ветви происходили от двух отпрысков Фудзивара-но Фухито (яп. 藤原不比等, 659—720): южная от Мутимаро (яп. 藤原武智麻呂, 680—737), первого сына, а северная от Фусамаса (яп. 藤原房前, 681— 737), второго сына.
Во время правления Камму Фудзивара-но Фуюцугу занимал невысокое положение в бюрократическом аппарате, немного продвинувшись по карьерной лестнице при государе Хэйдзэй. В 806 году он получает младший V ранг нижней ступени, а через три года  должность младшего помощника у-но сёбэн.
Во время событий инцидента с Кусуко в 810 году отец Фудзивара-но Фуюцугу, Фудзивара-но Утимаро, занимал должность левого министра. Поддержав государя Сага, он смог расположить правящий род к северной ветви Фудзивара — Хоккэ. Скорее всего, этот политический конфликт послужил толчком к возвышению потомков Утимаро. После смерти отца в 812 году Фудзивара-но Фуюцугу быстро поднимается по карьерной лестнице, получив в 817 году должность среднего советника двора, в 818 году — старшего, а еще через три года он становится правым министром.
Хотя южная ветвь Фудзивара и была ослаблена репрессиями, что теоретически позволяло Хоккэ действовать более свободно на политической арене, государь Сага продолжал ограничивать усиление рода. К 841 году из 13 высших сановников лишь четверо принадлежали к Фудзивара, причем двое принадлежали к Хоккэ (северная ветвь), а еще двое — к Сиккэ (церемониальная). 

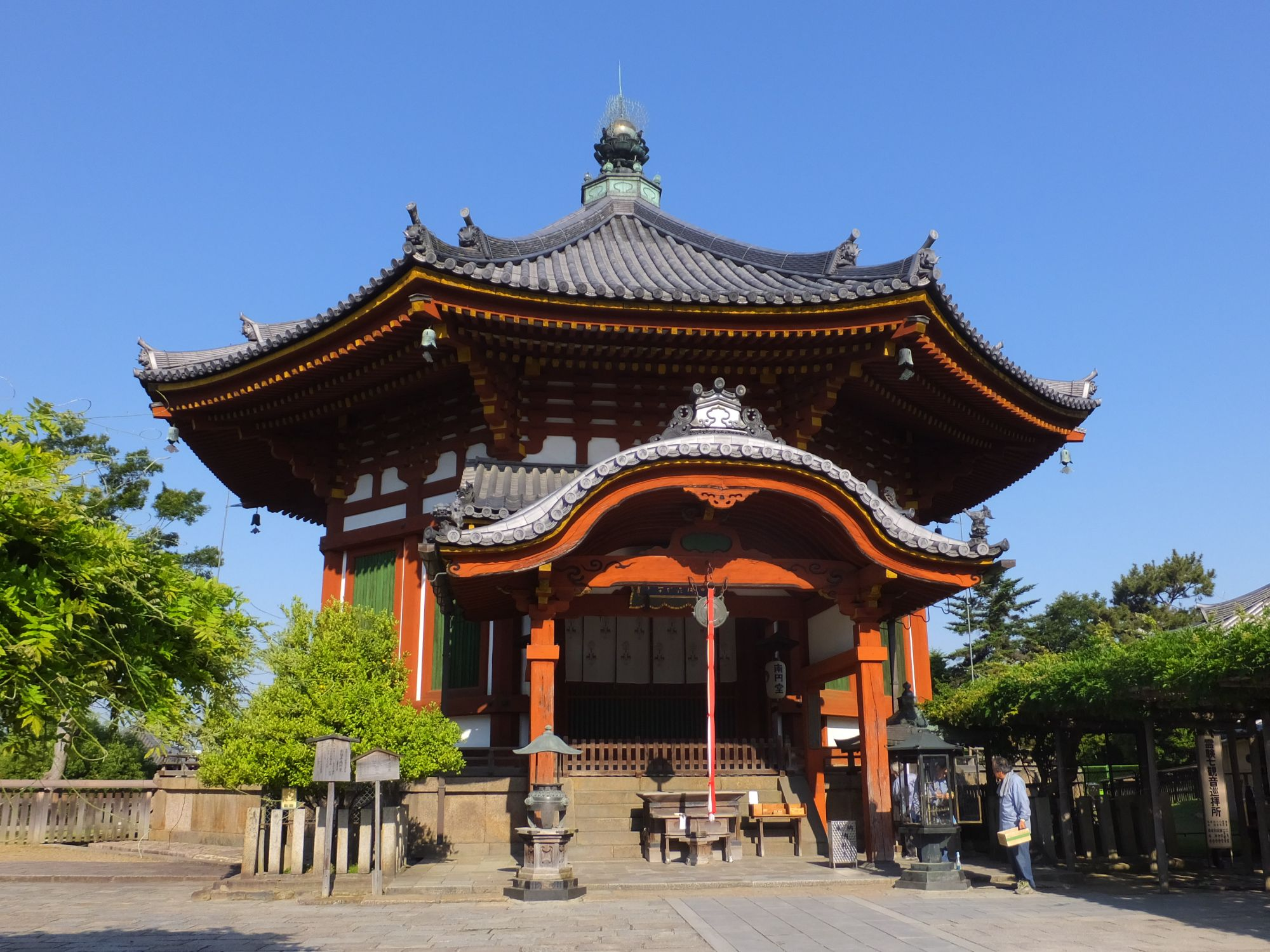
Южный восьмиугольный зал (南円堂 нанэндо), Кофуку-дзи.

#### Деятельность

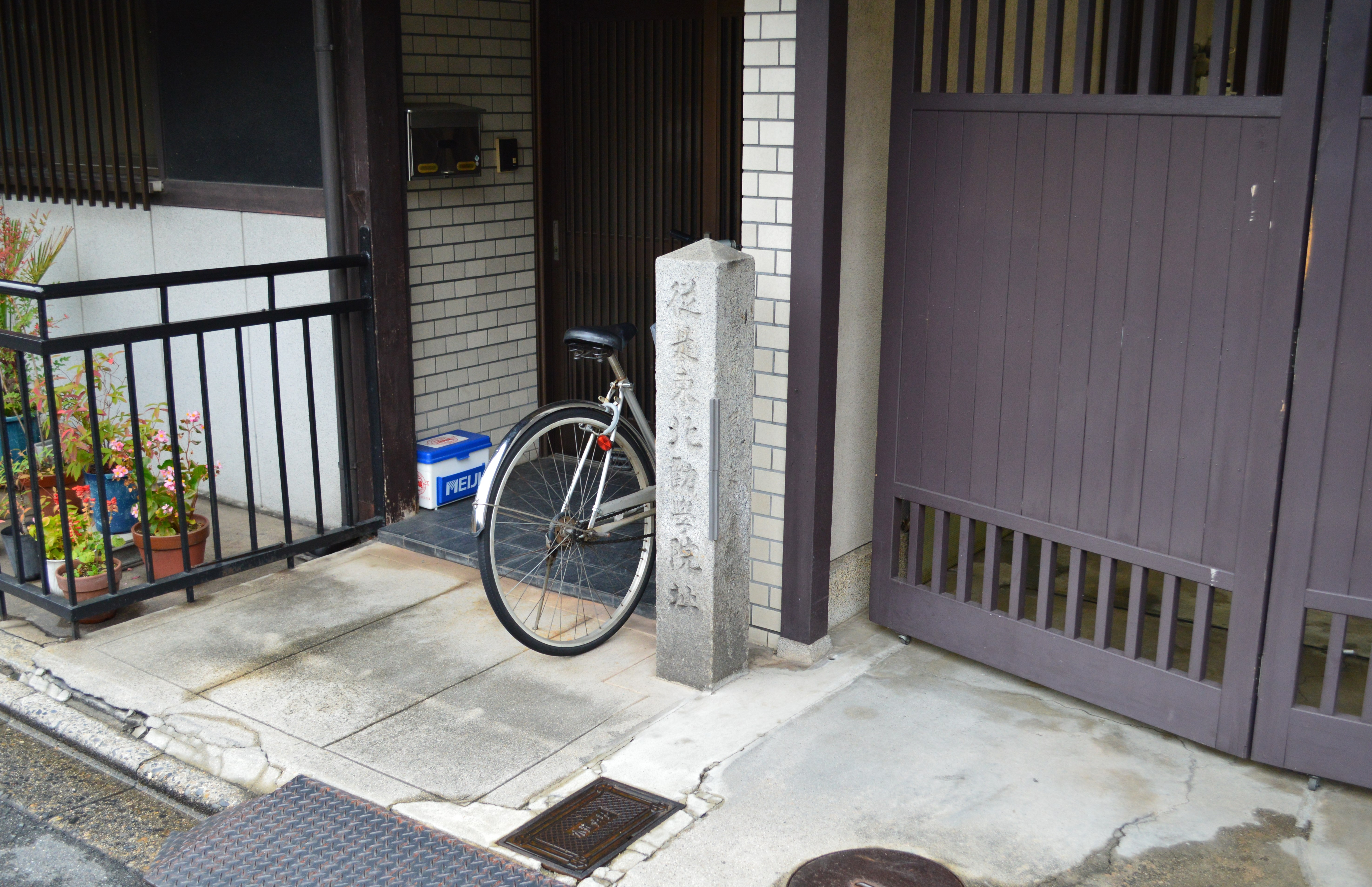
Памятный знак Кангаку-ин (勧学院), Киото

Фудзивара-но Фуюцугу сам не стремился к власти, уделяя время написанию стихов и выполнению указов. Согласно «Нихон коки» (яп. 日本後紀), он обладал мягким и спокойным характером, что, возможно, удовлетворяло запросы государя Сага. Одним из составителей источника был Фудзивара-но Ёсифуса, один из сыновей Фуюцугу, что, возможно, могло влиять на более лояльное описание предка. Однако же факт доверия тэнно к Фуюцугу при общей политике жестких ограничений усиления аристократических родов может подтвердить данную характеристику.
В 813 году он руководил строительством южного восьмиугольного зала (яп. 南円堂 нанэндо) для молитв в храме Кофуку-дзи (яп. 興福寺), а также восстановил здание бесплатной аптеки Сэяку-ин (яп. 施薬院), основанное в 730 году императрицей Комё (яп. 光明皇后, 701—760). Сэяку-ин было учреждением, в котором оказывалась медицинская помощь бедным и сиротам. При нем существовал сад с лечебными растениями, завезенными с материка, которые выдавали больным бесплатно.
В 821 году Фудзивара-но Фуюцугу основывает Кангаку-ин (яп. 勧学院, также яп. 勸學院), — родовую школу клана Фудзивара, — одно из учреждений, находящихся на территории управления столичной школы чиновников (яп. 大学寮 дайгакурё). Кангаку-ин также был известен как Дайгаку-нансо (яп. 大学南曹), так как находился в южном крыле основного здания университета. В IX веке самые влиятельные роды, например, Татибана и Фудзивара, открывали на территории управления специальные «пансионаты» для проживания обучающихся там студентов. Постепенно роль данных учреждений увеличивалась, их выпускники приравнивались к окончившим Дайгакурё.

## Творчество
Фудзивара-но Фуюцугу занимался составлением сборников «Нихон коки», содержащий информацию о истории страны с 792 по 833 годы, «Конин кякусики» (яп. 弘仁格式), созданный в 819 году и ослаблявший законы-рицурё с помощью расширения прав местной знати и высокопоставленных чиновников, и «Дайрисики» (яп. 内裏式), составленный в 821 году, в котором ранжировались различные церемонии и ритуалы.
В антологию «Собрание, порожденное облаками» (яп. 凌雲集 рёунсю), созданной в 814 году по указу государя Сага, входят три произведения Фудзивара-но Фуюцугу. Ниже приведен перевод одного из них со следующим уточняющим вступлением: «Наблюдаю за дождём в Саду священного источника (Синсэнъэн). Ответ на высочайшее стихотворение». 
| 雨氣三秋冷 涼風四面初 蘆洲未低雁 芳餌自群魚 岸水飛還落 池荷卷且舒 從天恩盞下 不醉也焉如 | Воздух дождливый, холодно третьей осенней луной. Ветер прохладный, по всем сторонам он повеял. В тростниковые земли всё ещё не садятся дикие гуси. Ароматна приманка, рыбы сами сбираются в стайки. В воду прибрежную слетаются палые листья. Лотос в пруду распустился, по воде растянувшись. Щедрые милости неба снизошли в чаши. Можно ли разве тогда от вина быть не пьяным! Перевод С.А. Родина |

Фудзивара-но Фуюцугу числится как главный составитель антологии «Собрание литературных шедевров» (яп. 文華秀麗集 бунка сюрэйсю), составленной в 818 году. В ее состав вошли шесть произведений Фудзивара-но Фуюцугу. «Следую за государем в Бонсякудзи. Ответ на высочайшее стихотворение»:
| 一人問道登梵釋 梵釋肅然太幽閑 入定老僧不出戶 隨緣童子未下山 法堂寂寂煙霞外 禪室寥寥松竹間 永劫津梁今自得 囂塵何處更相關 | Один человек (государь), путь разузнав, поднялся к Бонсяку. В храме Бонсяку печально и тихо без меры. Старый монах погружен в медитацию, за двери не выйдет, Дети, что следуют связи (карме), с гор ещё не спускались. В зале закона печально-пустынно, дым и туман витают снаружи. Зал медитаций заброшен-покинут, виден едва меж бамбуков и сосен. Вечно других от страданий спасая, в этот миг сам обрёл (просветленье). Шум и пыль мира – где же с ними хоть малая связь здесь. Перевод С.А. Родина |

Уже после смерти Фудзивара-но Фуюцугу в «Собрании для управления страной» (яп. 経国集 кэйкокусю, 827 год), в раздел, относящийся к буддийской поэзии, вошло следующее стихотворение. «Увидел старого монаха, возвращающегося в горы. В ответ на высочайшее стихотворение экс-императора (Сага)»:
| 老僧落葉往玄虛 策杖伸腰四剋餘 自語一還不更出 乞城無若臥雲居 | Старый монах меж опавшей листвы возвращается в тёмную пустошь. Оперевшись на посох, спину расправив, он оставил лишнее миру И сказал, что ни разу оттуда не выйдет. Не сравнится желанная крепость с обителью отшельника. Перевод С.А. Родина |

## Результаты деятельности
Фудзивара-но Фуюцугу занимал весьма важную роль при дворе, организуя работу составления документов, регламентирующих жизнь аристократии и чиновничества. Составление сборников, написание литературных произведений, строительство культурных сооружений способствовали положительной оценке современников и потомков. В 850 году во время интронизации государь Монтоку присвоил своему деду, Фудзивара-но Фуюцугу, должность главного министра посмертно.

#### В источниках
Фудзивара-но Фуюцугу трудно назвать выслужившимся чиновником: из источников ясно, что министр отличался незаурядным умом. Политика опосредованного влияния на организацию работы двора выделяют его на фоне деятельности потомков из северного дома Фудзивара.

Об отборе достойных чиновников
Правый министр [Фудзивара-но Асоми Фуюцугу] почтительно
докладывает: «[Ваш] подданный смирено полагает, что возвышение достойных и назначение их на должности — важнейшее проявление [священной] культурности. Быть требовательным к чиновникам и поощрять таланты — основное в управлении государством. Однако, если кто-нибудь из управителей провинций вознамерится возродить культурность и вернуть её на должный уровень, [то его действия будут подобны] шуму ветра в кроне деревьев, хотя он будет во всем следовать закону. Ведь нельзя мчаться галопом, когда вся страна пришла в упадок. Поэтому почтительно прошу тщательно отбирать благородных и справедливых мужей, наделенных талантами, и назначать их на должности управителей провинций и их помощников. Новоизбранных управителей и их помощников следует особо отмечать высочайшими аудиенциями, а также оценить их искусство управления страной, для чего жаловать им награды. [Если поступить таким образом], то в скором времени достижения в деле государственного управления станут очевидны.— Мнения сановников в шести пунктах «Кугё икэн рокукадзё» (824 r.)

Об отправке «дзюнсацуси»
В том же докладе [Фудзивара-но Асоми Фуюцугу] почтительно сказано: «С давних времен во все стороны направляли восемь инспекторов, чтобы они изучали нравы и обычаи народа, проверяли, как исполняют свои обязанности управители провинций, а также выяснили, [каковы] бедствия и тяготы простого народа. Поэтому нравы были достойны, долг исполнялся, добрые [деяния] поощрялись, а зло искоренялось.
Смиренно прошу, чтобы и впредь такие инспектора совершали поездки и осуществляли контроль за делами управления [на местах]»..— Мнения сановников в шести пунктах «Кугё икэн рокукадзё» (824 r.)

## Карьера
- 801 год — должность главного судьи (яп. 大判事 дай-хандзи)[8];
- 806 год — младший V ранг нижней ступени (яп. 従五位下)[8];
- 809 год — должность младшего помощника (яп. 少弁, сёбэн) в Правой ревизионной канцелярии (яп. 右弁官, убэнкан) при палате Большого Государственного совета (яп. 太政官 дайдзёкан); младший IV ранг нижней ступени (яп. 従四位下); начало работы в управлении охранников-отонэри (яп. 大舎人寮 оотонэрирё)[8];
- 810 год — в ведение Фуюцугу переданы провинции Биттю (яп. 備中国) и Мимасака (яп. 美作国); должность главы государевой канцелярии (яп. 蔵人頭); должность старшего помощника министра церемоний (яп. 式部大輔 сикибу-но тайю); младший IV ранг верхней ступени (яп. 従四位上)[8];
- 811 год — должность придворного советника (яп. 参議 санги) в палате Большого Государственного совета; командир левой управы придворной стражи (яп. 左衛門府 саэмон-фу), охраняющей все ворота Левой половины государева двора (яп. 左衛門督); старший IV ранг нижней ступени (яп. 正四位下); должность старшего командира левой управы личной охраны государя (яп. 左近衛大将 саконоэ тайсё)[8];
- 814 год — младший III ранг (яп. 従三位);
- 817 год — должность среднего советника двора (яп. 中納言 тюнагон);
- 818 год — должность старшего советника двора (яп. 大納言 дайнагон); старший III ранг (яп. 正三位);
- 821 год — должность правого министра (яп. 右大臣 удайдзин);
- 822 год — младший II ранг (яп. 従二位)[8];
- 823 год — старший II ранг (яп. 正二位);
- 825 год — должность левого министра (яп. 左大臣 садайдзин);
- 826 год — смерть Фудзивара-но Фуюцугу; посмертно награжден старшим I рангом (яп. 正一位);
- 850 год — посмертно назначен на должность главного министра (яп. 太政大臣 дайдзё дайдзин).

## Генеалогия
- Отец: Фудзивара-но Утимаро (яп. 藤原 内麻呂, 756—812).
- Мать: Кудара-но Нагацугу (яп. 百済永継, ?—?), дочь Асукабэ-но Натомаро (яп. 飛鳥部奈止麻呂, ?—?); фрейлина при дворе государя Камму, родившая от него сына, Ёсиминэ-но Ясуё (яп. 良岑安世, 785—830).
- Жена: Фудзивара-но Мицуко (яп. 藤原美都子, 781—828), дочь Фудзивара-но Мацукури (яп. 藤原真作, ?—?).
  - Старший сын: Фудзивара-но Нагара (яп. 藤原長良, 802—856).
  - Сын: Фудзивара-но Ёсифуса (яп. 藤原良房, 804—872).
  - Сын: Фудзивара-но Ёсими (яп. 藤原良相, 811—867).
  - Дочь: Фудзивара-но Нобуко (яп. 藤原順子, 809—871), придворная дама при дворе государя Ниммё (яп. 仁明天皇, 810—850), мать государя Монтоку (яп. 文徳天皇, 827—858).
- Жена: дочь Кудара-но Коникиси (яп. 百済王 仁貞, ?—791).
  - Сын: Фудзивара-но Ёсиката (яп. 藤原良方, ?—?).
- Жена: дочь Абэ-но Огаса (яп. 安倍男笠, 753—826).
  - Сын: Фудзивара-но Ёсисукэ (яп. 藤原良輔, ?—?).
  - Сын: Фудзивара-но Ёсикадо (яп. 藤原良門, ?—?).
- Жена: дочь Симада Мурасаку (яп. 嶋田村作, ?—860).
  - Сын: Фудзивара-но Ёсихито (яп. 藤原良仁, 819—860).
- Жена: дочь принца Онива (яп. 大庭王, ?—818).
  - Сын: Фудзивара-но Ёсиё (яп. 藤原良世, 823—900).
- Жена: неизвестно
  - Дочь: Фудзивара-но Фуруко (яп. 藤原古子, ?—?), придворная дама при дворе государя Монтоку.

## Комментарии
1. ↑  Бонсяку-дзи (яп. 梵釈寺) — храм, расположенный в уезде Сига провинции Оми эпохи Хэйан (современный город Оцу, префектура Сига). Сейчас храм находится в разрушенном состоянии, однако в той же префектуре существует одноименный храм школы Обаку.

## Родословная северной ветви дома Фудзивара
|  |  | Фудзивара-но Фусасаки | Фудзивара-но Фусасаки | Фудзивара-но Фусасаки | Фудзивара-но Фусасаки | Фудзивара-но Фусасаки | Фудзивара-но Фусасаки |  |  | Фудзивара-но Мататэ  | Фудзивара-но Мататэ  | Фудзивара-но Мататэ  | Фудзивара-но Мататэ  | Фудзивара-но Мататэ  | Фудзивара-но Мататэ  |  |  | Фудзивара-но Утимаро  | Фудзивара-но Утимаро  | Фудзивара-но Утимаро  | Фудзивара-но Утимаро  | Фудзивара-но Утимаро  | Фудзивара-но Утимаро  |  |  | Фудзивара-но Фуюцугу | Фудзивара-но Фуюцугу | Фудзивара-но Фуюцугу | Фудзивара-но Фуюцугу | Фудзивара-но Фуюцугу | Фудзивара-но Фуюцугу |  |  | Фудзивара-но Ёсифуса | Фудзивара-но Ёсифуса | Фудзивара-но Ёсифуса | Фудзивара-но Ёсифуса | Фудзивара-но Ёсифуса | Фудзивара-но Ёсифуса |  |  | Фудзивара-но Мотоцунэ | Фудзивара-но Мотоцунэ | Фудзивара-но Мотоцунэ | Фудзивара-но Мотоцунэ | Фудзивара-но Мотоцунэ | Фудзивара-но Мотоцунэ |
|  |  | Фудзивара-но Фусасаки | Фудзивара-но Фусасаки | Фудзивара-но Фусасаки | Фудзивара-но Фусасаки | Фудзивара-но Фусасаки | Фудзивара-но Фусасаки |  |  | Фудзивара-но Мататэ  | Фудзивара-но Мататэ  | Фудзивара-но Мататэ  | Фудзивара-но Мататэ  | Фудзивара-но Мататэ  | Фудзивара-но Мататэ  |  |  | Фудзивара-но Утимаро  | Фудзивара-но Утимаро  | Фудзивара-но Утимаро  | Фудзивара-но Утимаро  | Фудзивара-но Утимаро  | Фудзивара-но Утимаро  |  |  | Фудзивара-но Фуюцугу | Фудзивара-но Фуюцугу | Фудзивара-но Фуюцугу | Фудзивара-но Фуюцугу | Фудзивара-но Фуюцугу | Фудзивара-но Фуюцугу |  |  | Фудзивара-но Ёсифуса | Фудзивара-но Ёсифуса | Фудзивара-но Ёсифуса | Фудзивара-но Ёсифуса | Фудзивара-но Ёсифуса | Фудзивара-но Ёсифуса |  |  | Фудзивара-но Мотоцунэ | Фудзивара-но Мотоцунэ | Фудзивара-но Мотоцунэ | Фудзивара-но Мотоцунэ | Фудзивара-но Мотоцунэ | Фудзивара-но Мотоцунэ |
|  |  |                       |                       |                       |                       |                       |                       |  |  | Фудзивара-но Нагатэ  | Фудзивара-но Нагатэ  | Фудзивара-но Нагатэ  | Фудзивара-но Нагатэ  | Фудзивара-но Нагатэ  | Фудзивара-но Нагатэ  |  |  | Фудзивара-но Манага   | Фудзивара-но Манага   | Фудзивара-но Манага   | Фудзивара-но Манага   | Фудзивара-но Манага   | Фудзивара-но Манага   |  |  | Фудзивара-но Манацу  | Фудзивара-но Манацу  | Фудзивара-но Манацу  | Фудзивара-но Манацу  | Фудзивара-но Манацу  | Фудзивара-но Манацу  |  |  | Фудзивара-но Нагара  | Фудзивара-но Нагара  | Фудзивара-но Нагара  | Фудзивара-но Нагара  | Фудзивара-но Нагара  | Фудзивара-но Нагара  |  |  |                       |                       |                       |                       |                       |                       |
|  |  |                       |                       |                       |                       |                       |                       |  |  | Фудзивара-но Нагатэ  | Фудзивара-но Нагатэ  | Фудзивара-но Нагатэ  | Фудзивара-но Нагатэ  | Фудзивара-но Нагатэ  | Фудзивара-но Нагатэ  |  |  | Фудзивара-но Манага   | Фудзивара-но Манага   | Фудзивара-но Манага   | Фудзивара-но Манага   | Фудзивара-но Манага   | Фудзивара-но Манага   |  |  | Фудзивара-но Манацу  | Фудзивара-но Манацу  | Фудзивара-но Манацу  | Фудзивара-но Манацу  | Фудзивара-но Манацу  | Фудзивара-но Манацу  |  |  | Фудзивара-но Нагара  | Фудзивара-но Нагара  | Фудзивара-но Нагара  | Фудзивара-но Нагара  | Фудзивара-но Нагара  | Фудзивара-но Нагара  |  |  |                       |                       |                       |                       |                       |                       |
|  |  |                       |                       |                       |                       |                       |                       |  |  | Фудзивара-но Киёкава | Фудзивара-но Киёкава | Фудзивара-но Киёкава | Фудзивара-но Киёкава | Фудзивара-но Киёкава | Фудзивара-но Киёкава |  |  | Фудзивара-но Нагацугу | Фудзивара-но Нагацугу | Фудзивара-но Нагацугу | Фудзивара-но Нагацугу | Фудзивара-но Нагацугу | Фудзивара-но Нагацугу |  |  | Фудзивара-но Мамору  | Фудзивара-но Мамору  | Фудзивара-но Мамору  | Фудзивара-но Мамору  | Фудзивара-но Мамору  | Фудзивара-но Мамору  |  |  | Фудзивара-но Ёсими   | Фудзивара-но Ёсими   | Фудзивара-но Ёсими   | Фудзивара-но Ёсими   | Фудзивара-но Ёсими   | Фудзивара-но Ёсими   |  |  |                       |                       |                       |                       |                       |                       |
|  |  |                       |                       |                       |                       |                       |                       |  |  | Фудзивара-но Киёкава | Фудзивара-но Киёкава | Фудзивара-но Киёкава | Фудзивара-но Киёкава | Фудзивара-но Киёкава | Фудзивара-но Киёкава |  |  | Фудзивара-но Нагацугу | Фудзивара-но Нагацугу | Фудзивара-но Нагацугу | Фудзивара-но Нагацугу | Фудзивара-но Нагацугу | Фудзивара-но Нагацугу |  |  | Фудзивара-но Мамору  | Фудзивара-но Мамору  | Фудзивара-но Мамору  | Фудзивара-но Мамору  | Фудзивара-но Мамору  | Фудзивара-но Мамору  |  |  | Фудзивара-но Ёсими   | Фудзивара-но Ёсими   | Фудзивара-но Ёсими   | Фудзивара-но Ёсими   | Фудзивара-но Ёсими   | Фудзивара-но Ёсими   |  |  |                       |                       |                       |                       |                       |                       |
|  |  |                       |                       |                       |                       |                       |                       |  |  | Фудзивара-но Уона    | Фудзивара-но Уона    | Фудзивара-но Уона    | Фудзивара-но Уона    | Фудзивара-но Уона    | Фудзивара-но Уона    |  |  |                       |                       |                       |                       |                       |                       |  |  |                      |                      |                      |                      |                      |                      |  |  | Фудзивара-но Ёсикадо | Фудзивара-но Ёсикадо | Фудзивара-но Ёсикадо | Фудзивара-но Ёсикадо | Фудзивара-но Ёсикадо | Фудзивара-но Ёсикадо |  |  |                       |                       |                       |                       |                       |                       |
|  |  |                       |                       |                       |                       |                       |                       |  |  | Фудзивара-но Уона    | Фудзивара-но Уона    | Фудзивара-но Уона    | Фудзивара-но Уона    | Фудзивара-но Уона    | Фудзивара-но Уона    |  |  |                       |                       |                       |                       |                       |                       |  |  |                      |                      |                      |                      |                      |                      |  |  | Фудзивара-но Ёсикадо | Фудзивара-но Ёсикадо | Фудзивара-но Ёсикадо | Фудзивара-но Ёсикадо | Фудзивара-но Ёсикадо | Фудзивара-но Ёсикадо |  |  |                       |                       |                       |                       |                       |                       |

## Список литературы
1. Под ред. Стрельцова Д. В., История Японии: учебник для студентов вузов. 2-е изд., испр, и доп. изд. М.: Издательство "Аспект Пресс", 2020. 592 с.
2. Сталкер Н., перевод Воробьева О., научный редактор Сахарова Е. «Япония. История и культура от самураев до манги». М.: Альпина Нон-Фикшн, 2020. 584 с.
3. Грачев М. В. Япония в эпоху Хэйан (794—1185). Хрестоматия. М.: РГГУ, 2009.
4. История Японии / Под ред. А.Е. Жукова. – Москва: ИВ РАН, 1998.
5. Donald H. Shively (Editor), William H. McCullough (Editor), The Cambridge History of Japan, Vol. 2: Heian Japan. Cambridge University Press, 1999. 782
6. 『公卿補任 第一篇』吉川弘文館、1982年
7. 森田悌『日本後紀 （中）』講談社〈講談社学術文庫〉、2006年